# تريغفه يوهانسن
تريغفه يوهانسن (بالنرويجية البوكمول: Trygve Johannessen)‏ هو لاعب كرة قدم ومدرب كرة قدم نرويجي في مركز الهجوم، ولد في 11 يناير 1953 في النرويج. شارك مع منتخب النرويج تحت 19 سنة لكرة القدم ومنتخب النرويج تحت 21 سنة لكرة القدم ومنتخب النرويج لكرة القدم. أما مع النوادي، فقد لعب مع نادي بران ونادي فيكينغ.

## وصلات خارجية
- تريغفه يوهانسن على موقع اتحاد النرويج (النرويجية)
- تريغفه يوهانسن على موقع قاعدة بيانات كرة القدم.إي يو (الإنجليزية)
- تريغفه يوهانسن على موقع ناشيونال فوتبول تيمز (الإنجليزية)
- تريغفه يوهانسن على موقع عالم كرة القدم.نت (الإنجليزية)